# Bruno (cardinal, 1058)
Pour les articles homonymes, voir Bruno.
Bruno, né dans le Saint-Empire romain germanique et mort en  1092 ou peu après, est un cardinal allemand de l'Église catholique.

## Biographie
Bruno est créé cardinal-prêtre le 14 mars  1058 par Étienne IX. Il est inimicus calumniator du pape Grégoire VII. Il résigne avant 1088 et joint l'obédience de l'antipape Clément III en 1092. Bruno meurt avant d'avoir donné sa soumission au pape légitime.